# Großlöbichau
Großlöbichau là một đô thị thuộc huyện Saale-Holzland, trong bang Thüringen, Đức. Đô thị Großlöbichau có diện tích 6,22 km².